# Hoffischerei

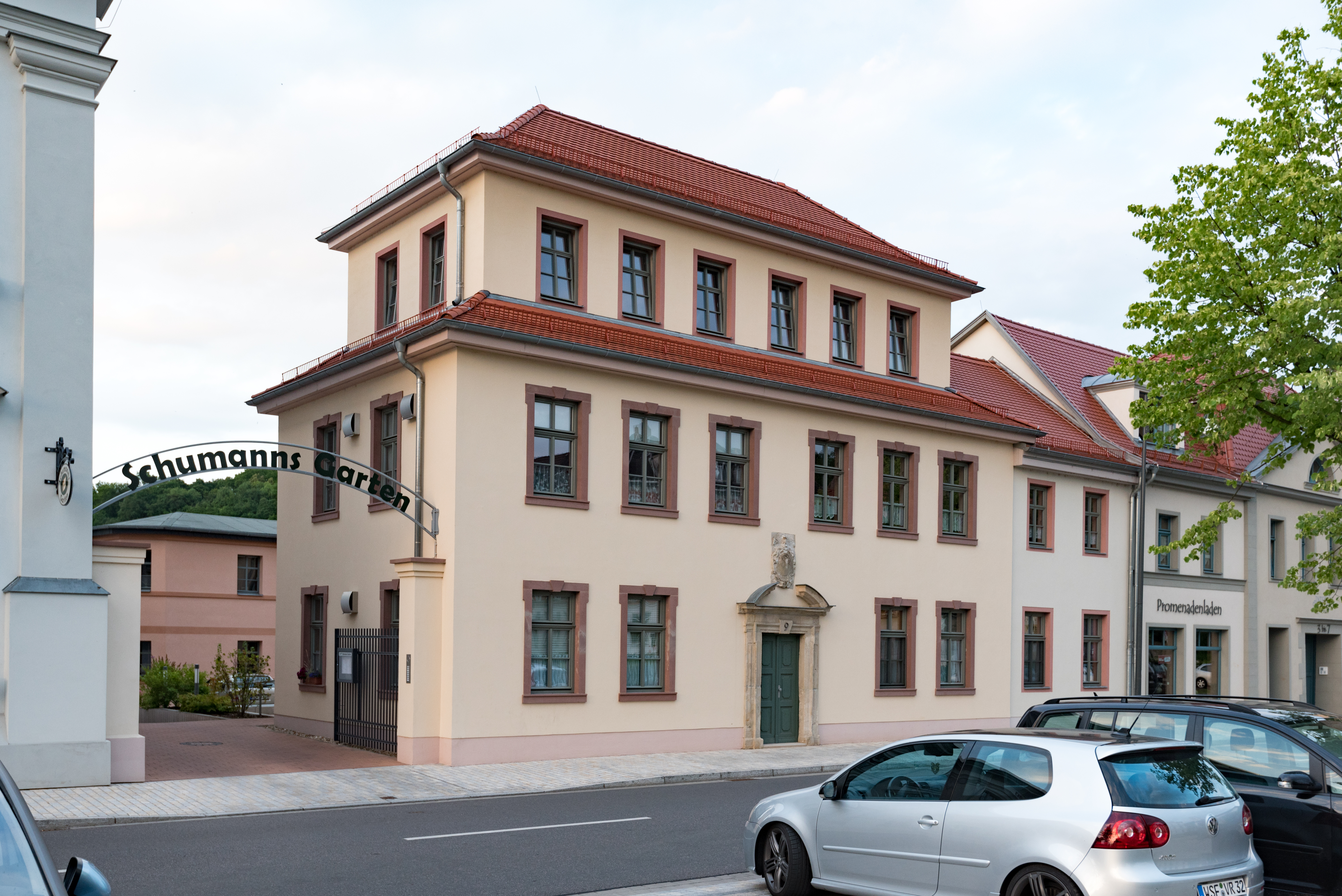
Hoffischerei

Die Hoffischerei ist ein denkmalgeschütztes Gebäude in der Stadt Weißenfels in Sachsen-Anhalt. Im örtlichen Denkmalverzeichnis sind erhaltene Teile des Vorgängerbaus unter der Erfassungsnummer 094 86686 als Baudenkmal verzeichnet.
Bei dem Gebäude unter der Adresse Promenade 9 handelt es sich um einen Teil einer ehemaligen herzoglichen Hoffischerei. Das dreigeschossige Gebäude wurde 1696 errichtet und war das Amtshaus der herzoglichen Hoffischerei. Im Areal Richtung Busbahnhof befanden sich die Fischteiche. Die Verzierungen an der Fassade stammen vom Bildhauer Andreas Griebenstein.
Nach der Wende verfiel das Gebäude immer stärker. 2002 befürwortete der Ausschuss für Stadtentwicklung den Abriss des Gebäudes. Unter Einbeziehung historischer Keller wurde 2012 ein Ersatzneubau geschaffen, der das Erscheinungsbild der Fassade und der ungewöhnlichen Dachkonstruktion erhielt. Dieser wird heute von einem Altenheim im Rahmen des betreuten Wohnens genutzt.